# Norman Davies
Ivor Norman Richard Davies (nascut el 8 de juny de 1939 a Bolton, Lancashire) és un historiador anglès, conegut per les seves publicacions sobre la història de Polònia i les illes britàniques.

## Biografia
Deixeble d'A.J.P. Taylor, Davies va estudiar història al Magdalen College, Oxford. Després de les seves estades a Grenoble, Perusa i Sussex, 1 va tractar d'estudiar un doctorat a Rússia, però li va ser denegat el visat d'entrada. Aleshores es va dirigir a Cracòvia per estudiar a la Universitat Jagellònica i investigar la guerra polonesosoviètica. Com aquesta guerra no existia oficialment a la historiografia de la Polònia comunista d'aquest moment, va ser obligat a canviar el títol de la seva dissertació a La política exterior britànica cap a Polònia, 1919-20. Després d'obtenir el seu doctorat a Cracòvia, el text anglès va aparèixer sota el títol Àguila blanca, estrella vermella. La guerra polono-soviètica 1919-1920 (1972).
Des de 1971, Davies va ensenyar història de Polònia a l'Escola d'estudis eslaus i europeus de l'est (SSEES) de la Universitat de Londres, on va ser professor de 1985 a 1996. Ara com ara treballa en el Wolfson College de la Universitat d'Oxford. Per la seva carrera professional, Davies ha donat conferències en molts països –Estats Units, Canadà, Austràlia, Japó, la Xina, i els països europeus més importants–.
El treball que li va donar la seva reputació en el món angloparlant va ser God's Playground (1981), una visió general però exhaustiva de la història de Polònia, que continua sent considerada com la més influent. Això va fer a Davis immediatament famós a Polònia, encara que -o potser per això- només va poder ser distribuït com a còpia samizdat.
Enmig de l'ambient actual a Polònia, Davies va publicar una descripció més concisa, assagística, del rol del passat al present de Polònia, titulat Cor d'Europa (1984)

## Crítica
En particular, alguns historiadors jueus, amb Lucy Dawidowicz al cap, Abraham Brumberg i Theodore Rabb, objecten a Davies el tractament històric de l'Holocaust a l'ocupació nazi de Polònia. L'acusen de minimitzar l'històric antisemitisme i promocionen una visió en què l'Holocaust ocupa una posició en la historiografia internacional que tendeix a minimitzar el sofriment dels polonesos no jueus i fins i tot els denuncia com a antisemites. Els partidaris de Davies sostenen que li presta l'adequada atenció al genocidi i als crims de guerra perpetrats tant per Hitler com per Stalin contra els polonesos jueus i no jueus. Davies argumenta que «Els estudiants de l'Holocaust necessiten no tenir por que les comparacions racionals puguin amenaçar aquesta unicitat. Just el contrari» i que «... un necessita reconstruir mentalment la fotografia completa per comprendre la veritable enormitat del cataclisme polonès a la guerra, i aleshores dir amb absoluta convicció 'Mai més'».
El 1986 la crítica de Dawidowicz al tractament de Davies de l'Holocaust va ser citat com un factor en una polèmica a la Universitat Stanford on li van denegar a Davies una posició per «defectes científics»". Davies va demandar a la universitat per incompliment de contracte i difamació, però el 1989 el tribunal va dictar que no tenia jurisdicció en matèries acadèmiques.

## Obra
- 1972: White Eagle, Red Star: The Polish-Soviet War, 1919–20. (2004 edition: ISBN 0-7126-0694-7)
- 1977: Poland, Past and Present. A Select Bibliography of Works in English. ISBN 0-89250-011-5
- 1981: God's Playground. A History of Poland. Vol. 1: The Origins to 1795, Vol. 2: 1795 to the Present. Oxford: Oxford University Press. ISBN 0-19-925339-0 / ISBN 0-19-925340-4.
- 1984: Heart of Europe. A Short History of Poland. Oxford: Oxford University Press. ISBN 0-19-285152-7.
  - 2001: Heart of Europe: The Past in Poland's Present Oxford University Press, USA; New edition ISBN 0-19-280126-0
- 1991: Jews in Eastern Poland and the USSR, 1939–46. Palgrave Macmillan. ISBN 0-312-06200-1
- 1996: Europe: A History. Oxford: Oxford University Press. ISBN 0-19-820171-0
- 1997: Auschwitz and the Second World War in Poland: A lecture given at the Representations of Auschwitz international conference at the Jagiellonian University. Universitas. ISBN 83-7052-935-6
- 1999: Red Winds from the North. Able Publishing. ISBN 0-907616-45-3
- 1999: The Isles. A History. Oxford: Oxford University Press. ISBN 0-19-513442-7
- 2002 (with Roger Moorhouse): Microcosm: Portrait of a Central European City London: Jonathan Cape. ISBN 0-224-06243-3
- 2004: Rising '44. The Battle for Warsaw. London: Pan Books. ISBN 0-333-90568-7
- 2006: Europe East and West: A Collection of Essays on European History. Jonathan Cape. ISBN 0-224-06924-1
- 2006: Europe at War 1939–1945: No Simple Victory. Macmillan. ISBN 0-333-69285-3
- 2011: Vanished Kingdoms: The History of Half-Forgotten Europe. Allen Lane. ISBN 978-1-84614-338-0